# قرار مجلس الأمن التابع للأمم المتحدة رقم 1081
قرار مجلس الأمن التابع للأمم المتحدة رقم 1081، المتخذ بالإجماع في 27 تشرين الثاني / نوفمبر 1996، بعد النظر في تقرير الأمين العام بطرس بطرس غالي بشأن قوة الأمم المتحدة لمراقبة فض الاشتباك، أشار المجلس إلى الجهود التي تبذلها لإحلال سلام دائم وعادل في الشرق الأوسط.
ودعا القرار الأطراف المعنية إلى التنفيذ الفوري للقرار 338 (1973). وجدد ولاية قوة المراقبة لمدة ستة أشهر أخرى حتى 31 أيار / مايو 1997، وطلب من الأمين العام تقديم تقرير عن الحالة في نهاية تلك الفترة.

## روابط خارجية
- نص القرار في undocs.org